# Neoblattella festae
Neoblattella festae är en kackerlacksart som först beskrevs av Giglio-Tos 1898.  Neoblattella festae ingår i släktet Neoblattella och familjen småkackerlackor.
Artens utbredningsområde är Ecuador. Inga underarter finns listade i Catalogue of Life.